# 红霉糖
红霉糖（英語：Cladinose，也译作克拉定糖）是一种O-甲基脱氧己糖，存在于红霉素等许多大環內酯类抗生素的结构中，但在酮内酯类抗生素中，红霉糖的位置被羰基取代。

红霉素A的结构